# Lypky
Lypky (en ukrainien : Липки) est un quartier historique du centre de Kiev, la capitale de l'Ukraine. C'est une partie du raïon de Petchersk.
Lypky est de facto le quartier gouvernemental de l'Ukraine puisqu'il abrite des bâtiments de la Rada, de l'administration présidentielle, et des résidences et des hôtels traditionnellement utilisés par les hommes politiques, ce qui lui donne une connotation de quartier pour l'élite. Les rues de Lypky ont été le théâtre des épisodes les plus sanglants de la révolution Euromaïdan (2013-2014).
Il est connue pour son architecture éclectique de la fin du XIXe siècle et du début du XXe siècle, avec des bâtiments inhabituels qui ne se ressemblent pas et qui ont été construits par les meilleurs architectes de l'Empire russe.Son nom est issu du nom local du tilleul (en ukrainien : липа).
Connue pour ses résidents éminents, son architecture et ses événements politiques. Un grand nombre de membres de la haute société ukrainienne y ont vécu, notamment des écrivains, des hommes politiques, des personnes arrêtées et d'autres personnes, y compris la famille de propriétaires terriens Panski, dont la maison a été visitée par Honoré de Balzac.

## Architecture
Avant le début du développement actif, le quartier abritait des jardins et des palais, dont le palais Mariinsky (1744) et le palais Klov(1756), tous deux construits dans le style baroque italien.

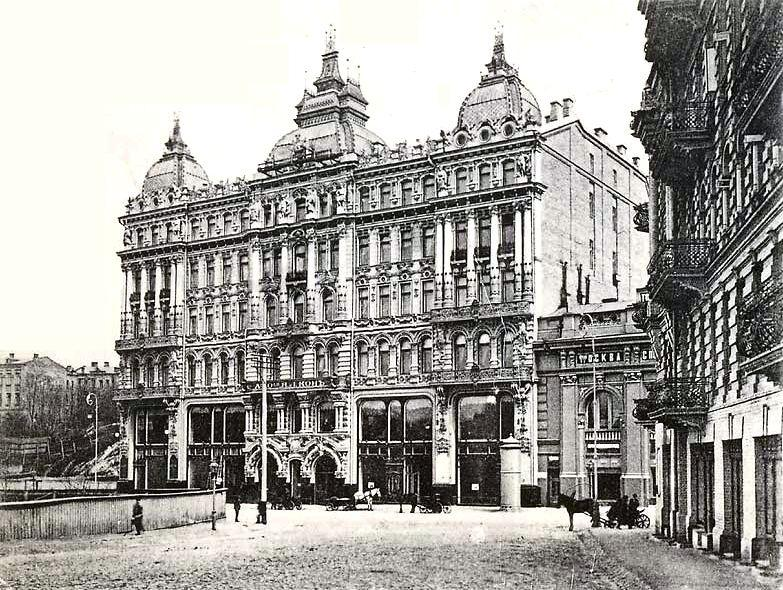
La maison de Ginsburg (qui subsiste encore aujourd'hui) était appelée le Paris de Kiev. Construit en 1901.
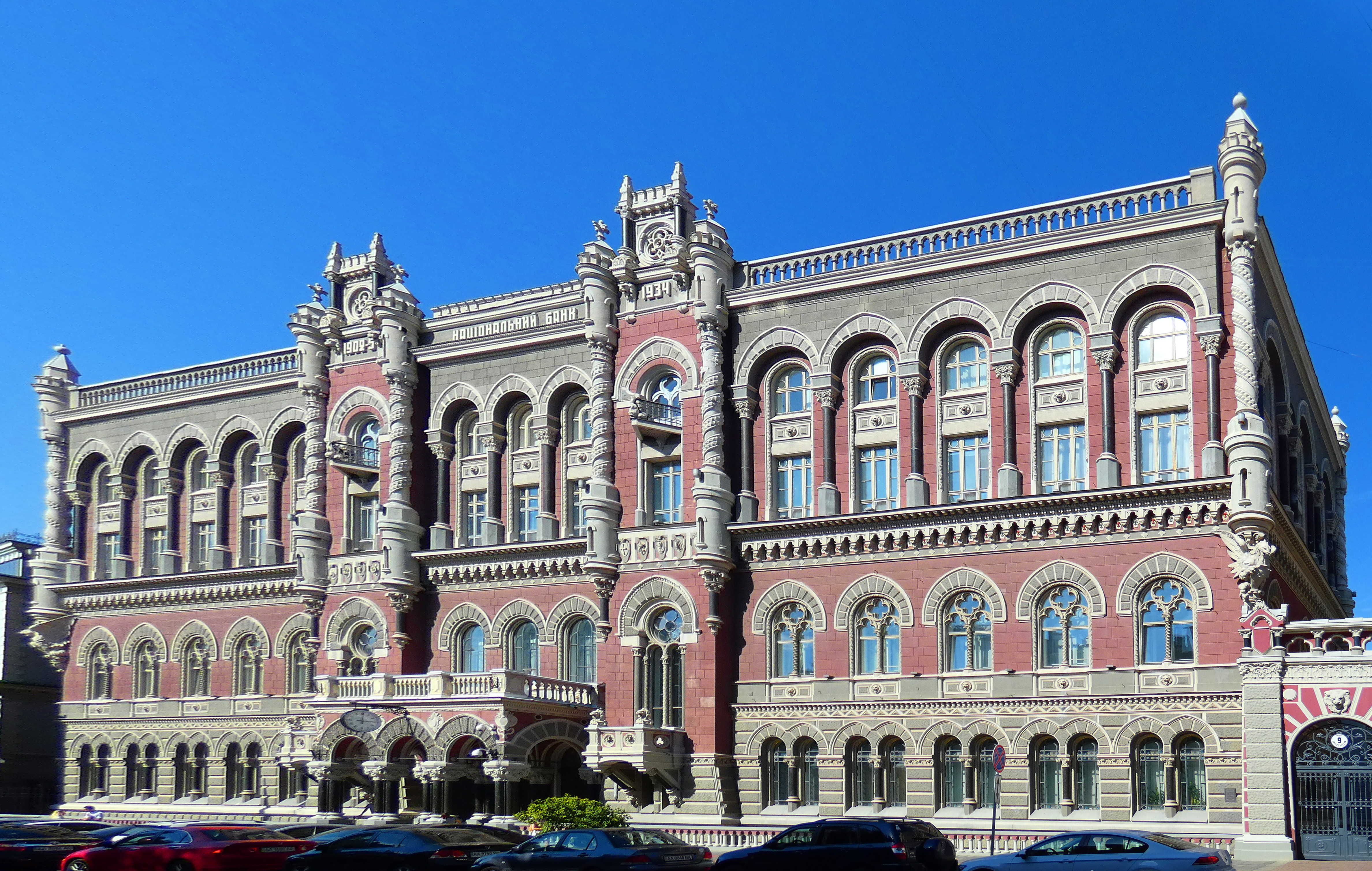
Le bâtiment de la Banque nationale d'Ukraine (1905,1934); styles architecturaux: gothique italien, renaissance italienne.

Le quartier est célèbre pour son architecture, la plupart des bâtiments datant de la fin du XIXe siècle et du début du XXe siècle. Les principaux styles sont le classicisme, modernisme, l'éclectisme et la néo-Renaissance. Jusqu'aux années 1920, le quartier était aristocratique et abritait les familles les plus riches et les plus influentes. Après l'avènement du régime soviétique, tous les bâtiments ont été dékoulakisés et collectivisés, et les grandes propriétés et les immeubles de luxe ont été transformés en institutions d'État et en appartements communautaires. Dans les années 1930, de nombreux bâtiments staliniens et néo-Renaissance ont été construits dans la région, notamment le bâtiment du Parlement, l'administration présidentielle, le bâtiment du gouvernement, etc. Pendant l'occupation allemande, les autorités soviétiques ont délibérément détruit un grand nombre de bâtiments, et plus tard, après la libération, la destruction s'est partiellement poursuivie. Dans la nouvelle idéologie soviétique, les bâtiments bourgeois étaient considérés comme inutiles dans le quartier gouvernemental, et de nouveaux bâtiments soviétiques ont été érigés à leur place, notamment l'hôtel Ukraina sur le site du célèbre gratte-ciel Ginzburg, et un nouveau complexe architectural a été construit sur le site de l'ancien Khrechtchatyk, qui a été presque entièrement détruit.

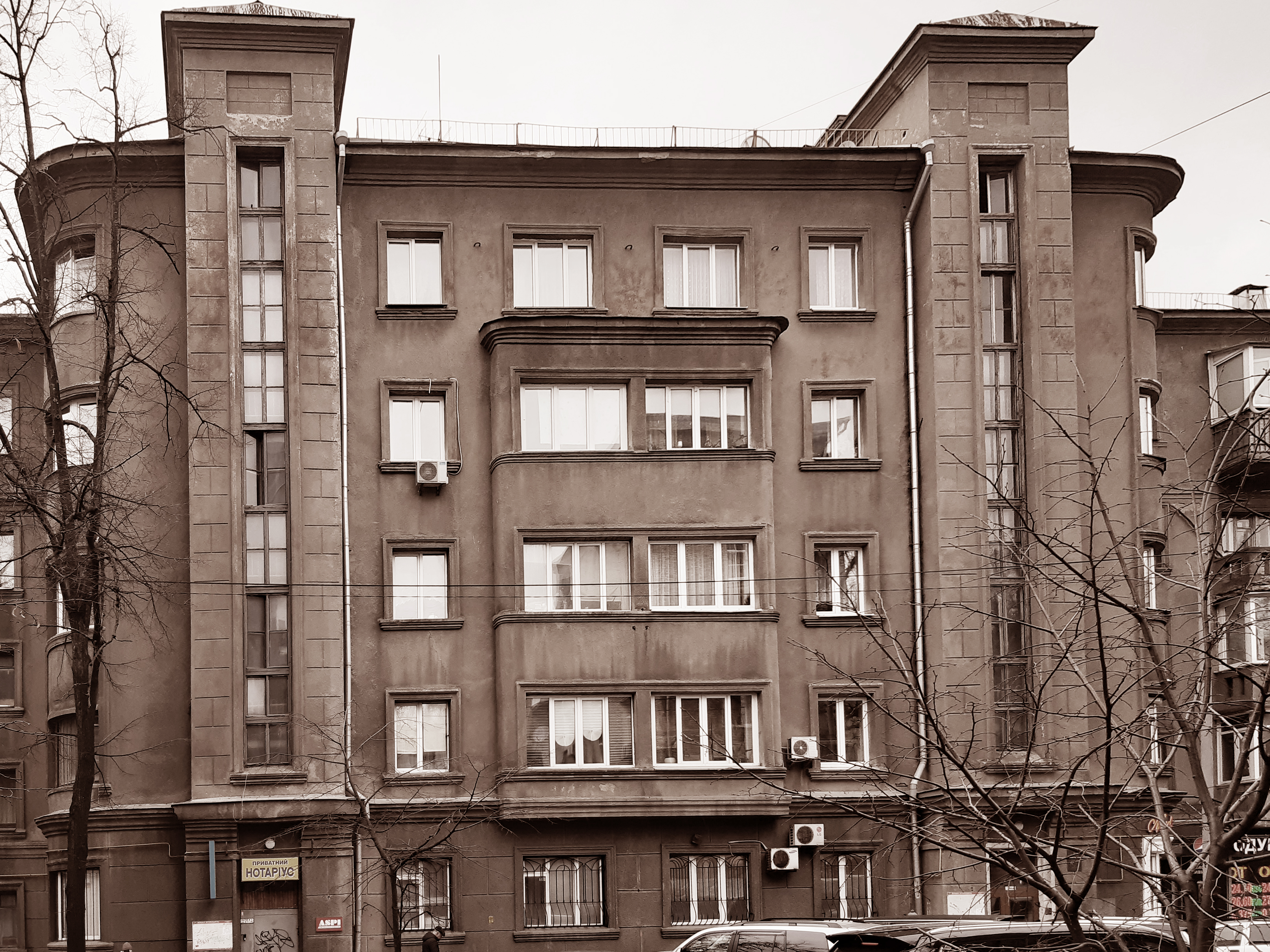
Le bâtiment est situé au 22-7 de la rue Instytutska. Il s'agit d'un immeuble résidentiel typique du début des années 1930 à Kiev, dans le style du constructivisme d'avant-garde. C'est un monument architectural.

Aujourd'hui, le quartier est très populaire auprès des touristes en raison de sa situation au cœur de la ville, d'un grand nombre de musées et de beaux bâtiments. L'ensemble architectural éclectique des bâtiments est impressionnant et attire aussi bien les habitants que les visiteurs. Les bâtiments les plus célèbres attirent par leurs styles éclectiques, différents les uns des autres. Les parcs, les places, les allées vertes et les cours sont courants à Lipki, ainsi que dans tout le centre-ville, et sur les pentes, on a une belle vue sur les gratte-ciel modernes de Cherepanova Hora.

## Histoire
Au XVIIIe siècle, les moines chrétiens orthodoxes de la Laure de Kiev y ont planté des vignes. Au début du XIXe siècle, des maisons à un ou deux étages ont été construites. Après l'approbation du nouveau plan d'aménagement de la ville en 1861, Lypky a commencé à se développer activement. Depuis lors, le quartier est devenu le siège de l'administration supérieure de la ville. En 1909, la construction d'immeubles à plusieurs étages a été autorisée sur Lypky. Avant l'avènement du régime soviétique, le quartier abritait des aristocrates, des riches et des célébrités de Kiev. En 1934, la capitale de la RSS d'Ukraine a été déplacée de Kharkiv à Kiev, et de nouveaux bâtiments gouvernementaux ont été construits dans le quartier. Pendant la période soviétique, le quartier a accueilli de nombreux fonctionnaires, scientifiques, professeurs et membres de l'élite de l'armée. Aujourd'hui, c'est une destination touristique populaire.

## Galerie

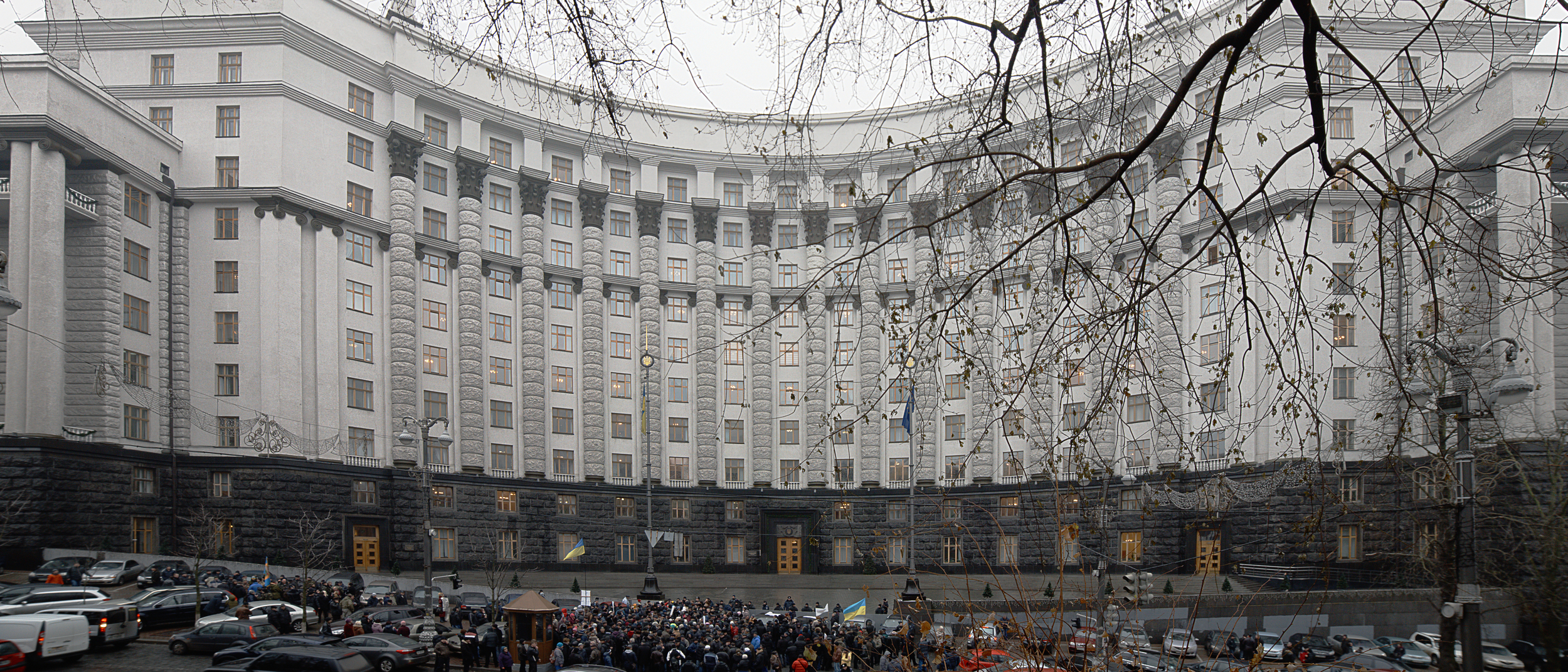
Bâtiment de 67 mètres de haut du Cabinet des ministres de l'Ukraine.
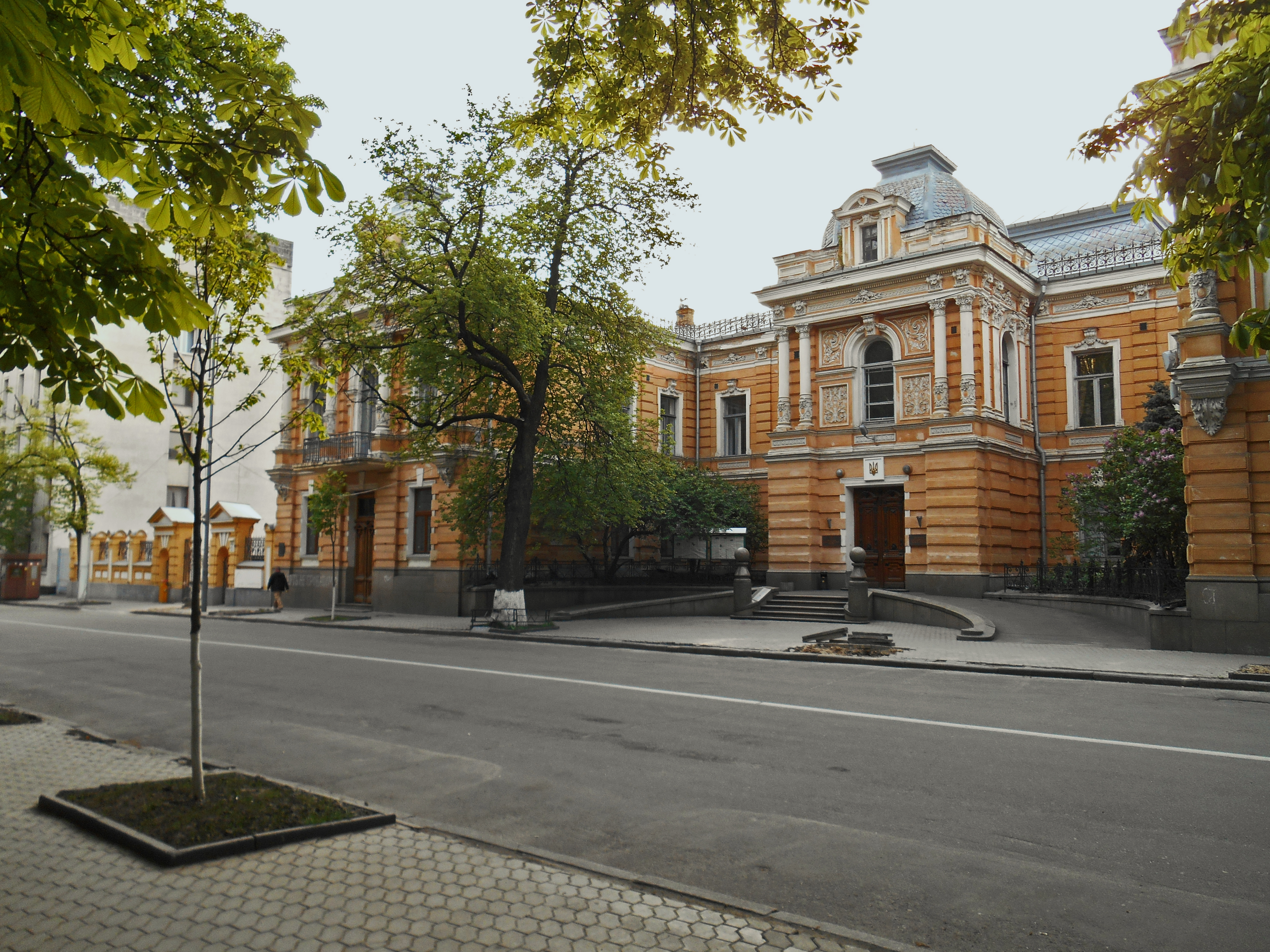
Le domaine de Liberman (1879), l'un des plus grands anciens domaines privés de Lypky. Le domaine appartenait à l'un des plus riches Kieviens de l'époque.
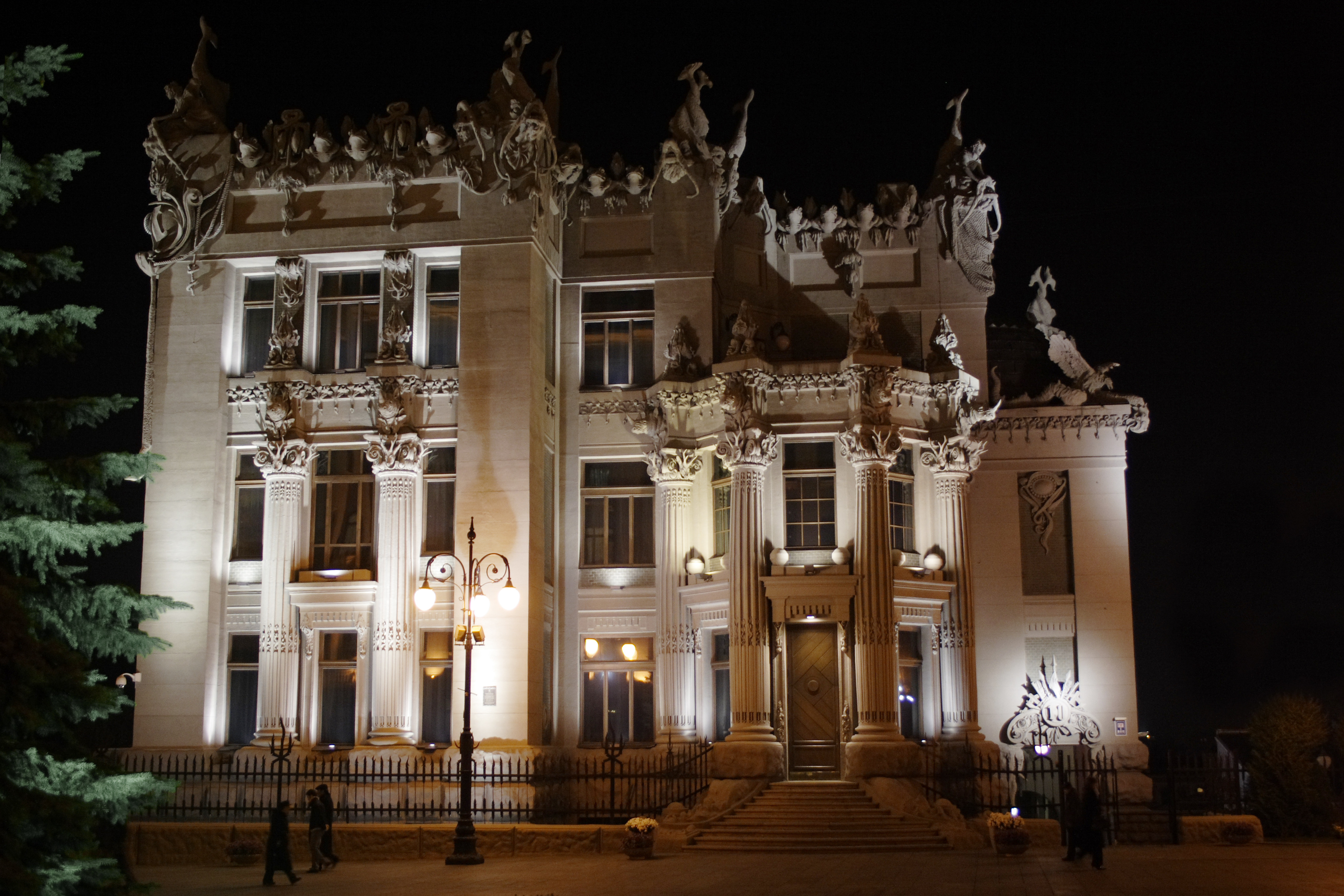
Maison aux chimères (1902). L'un des bâtiments les plus célèbres de Kiev, une attraction touristique populaire. Un chef-d'œuvre de l'Art nouveau.
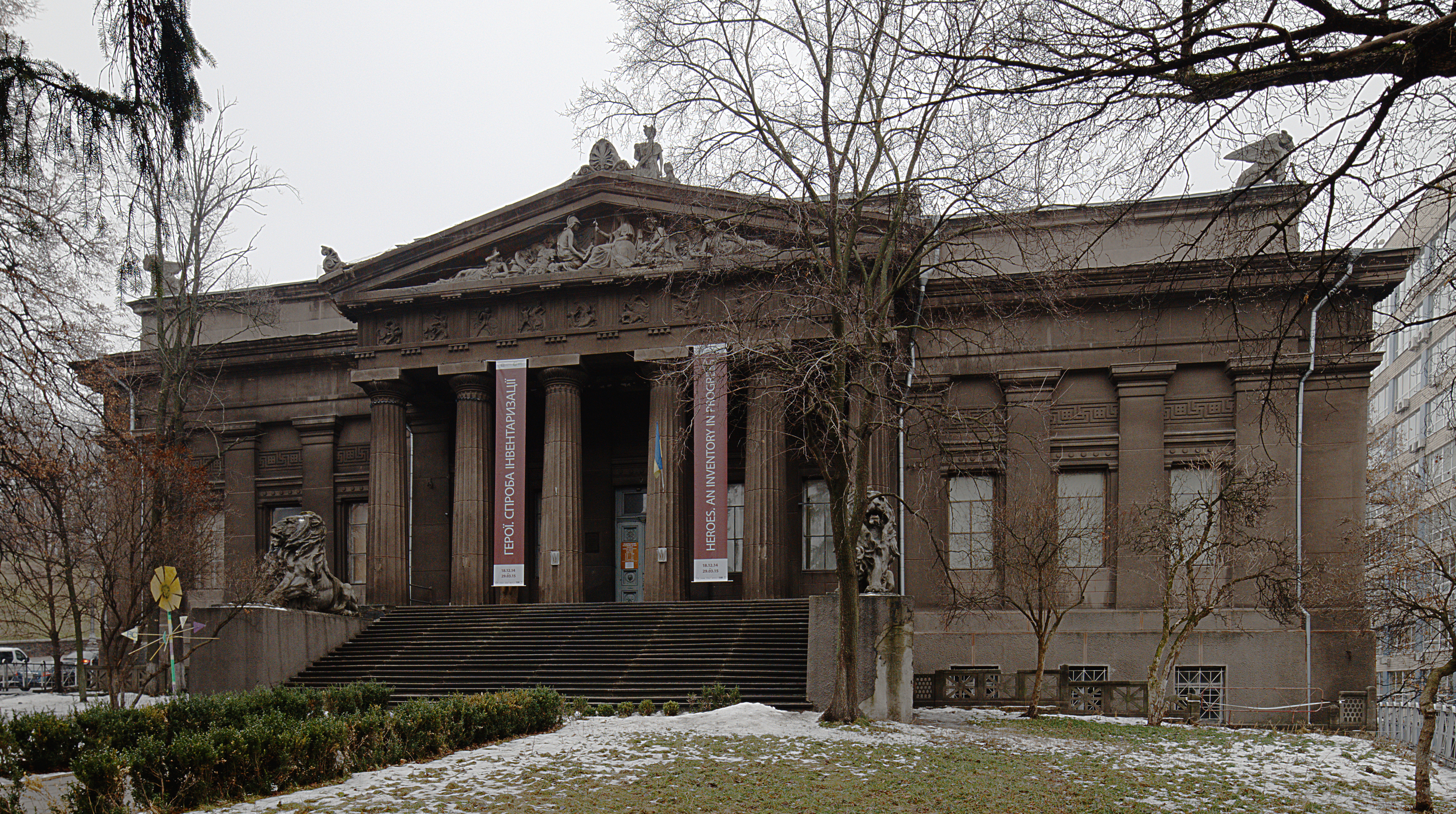
Le Musée national d'art d'Ukraine (1899). Siège du Musée de l'Ukraine, qui compte plus de 40 000 pièces.
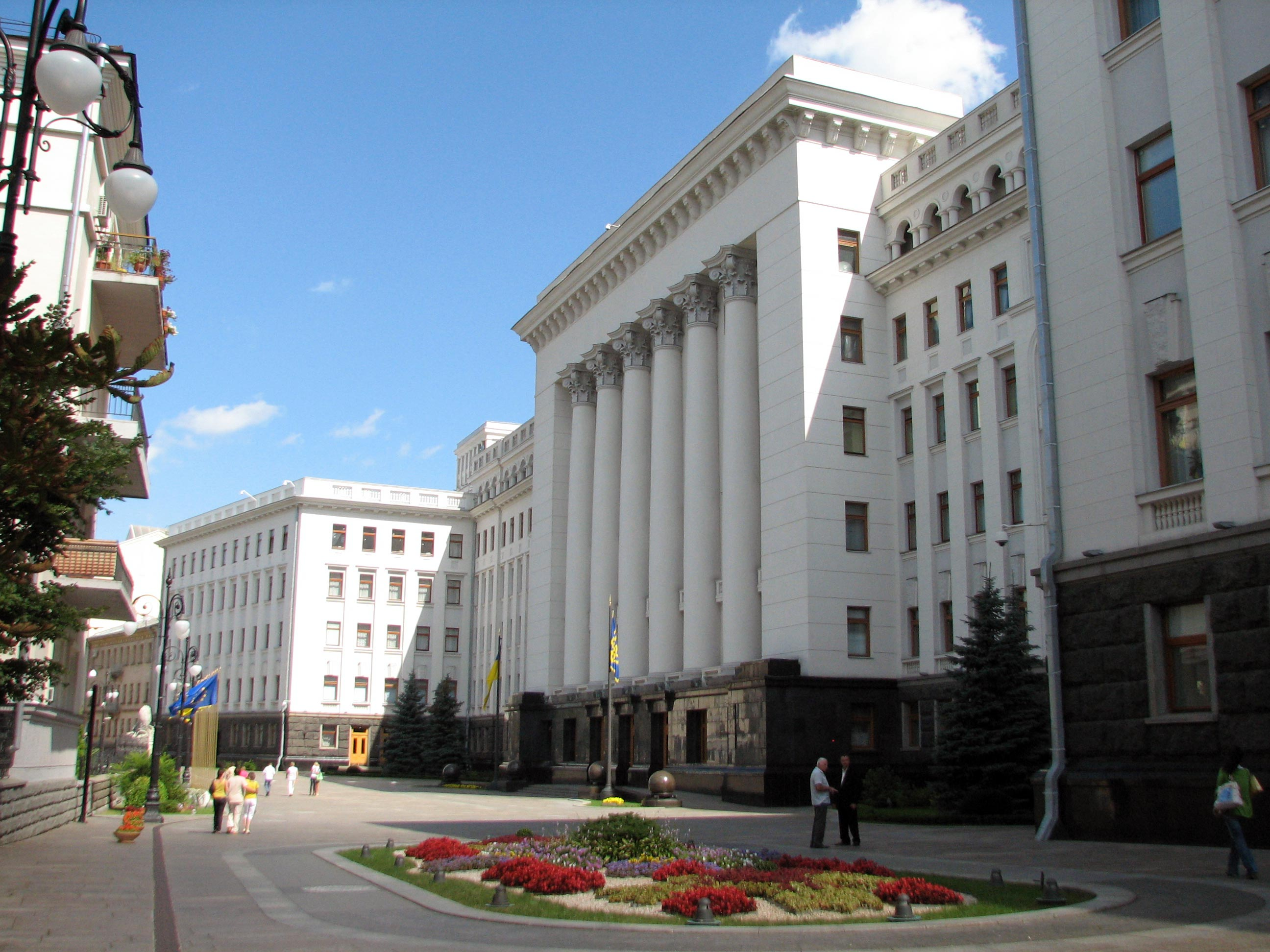
La maison de l'administration présidentielle (1939).
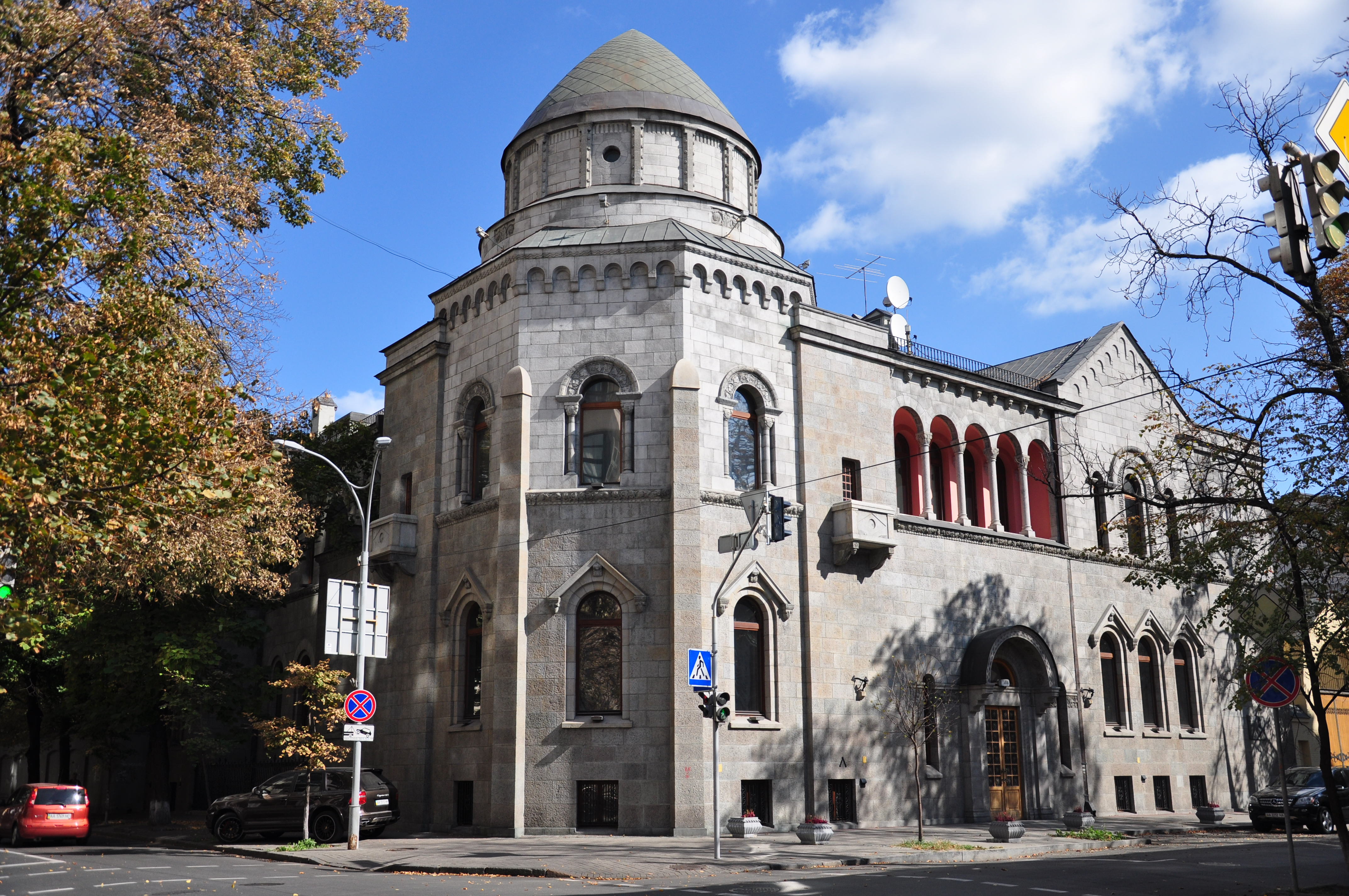
Manoir Kovalevsky (également connu sous le nom de Maison arabe) - insolite manoir moderniste construit dans le style néo-roman en 1913.
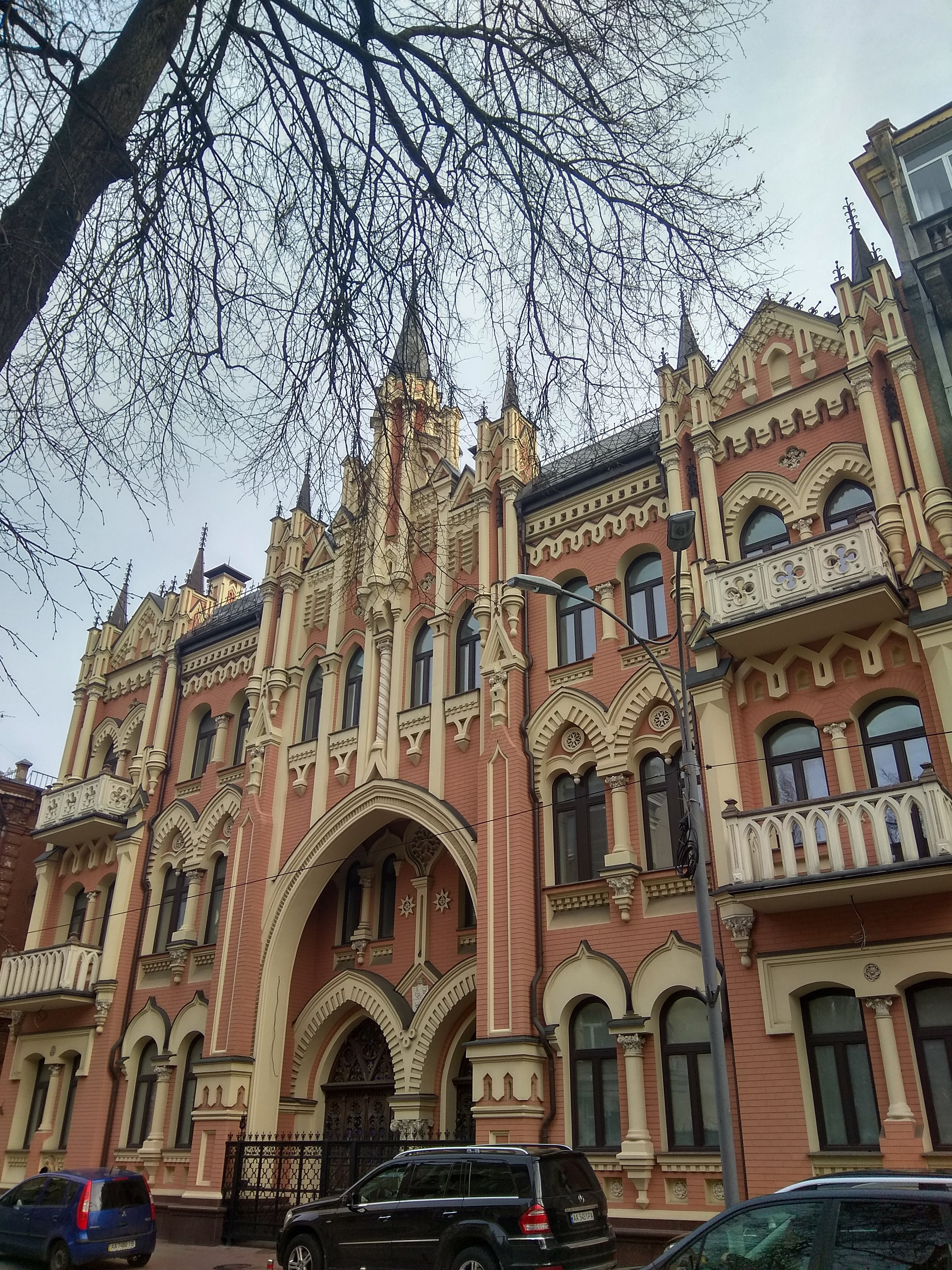
La Maison Üxküll-Gyllenband. Ce bâtiment de six appartements a été construit en 1891 dans un style pseudo-gothique. Il appartenait à la famille noble des barons allemands Üxküll-Gyllenband.
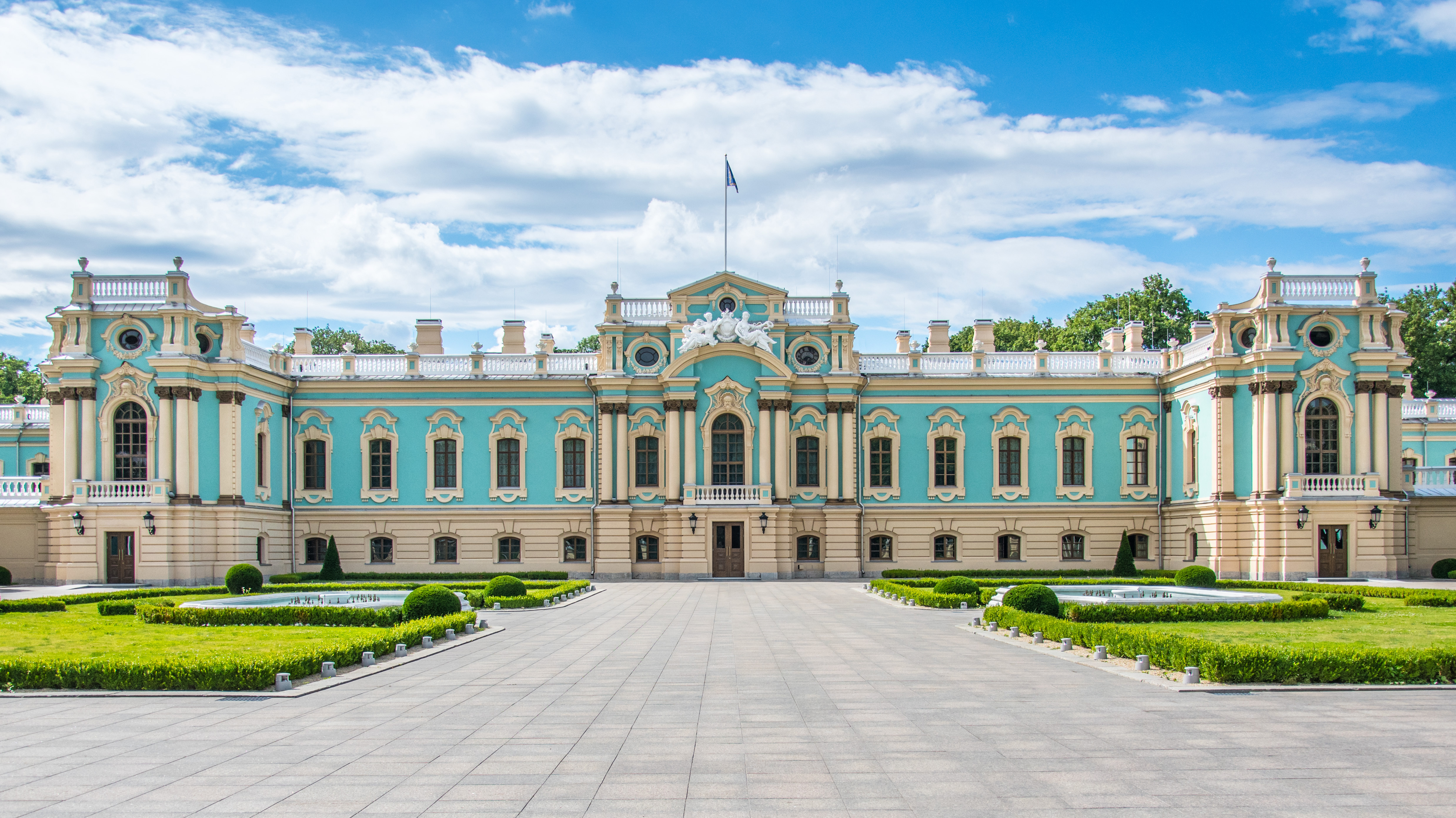
Le palais Mariinsky est le plus célèbre palais de Kiev. Il a été construit en 1744 sur ordre de l'impératrice Élizabeth Petrovna.
Le palais Klov a été construit en 1756 pour accueillir les représentants de la famille impèriale qui visitaient la Laure de Kiev. Depuis 2003, le palais abrite la Cour suprême d'Ukraine.
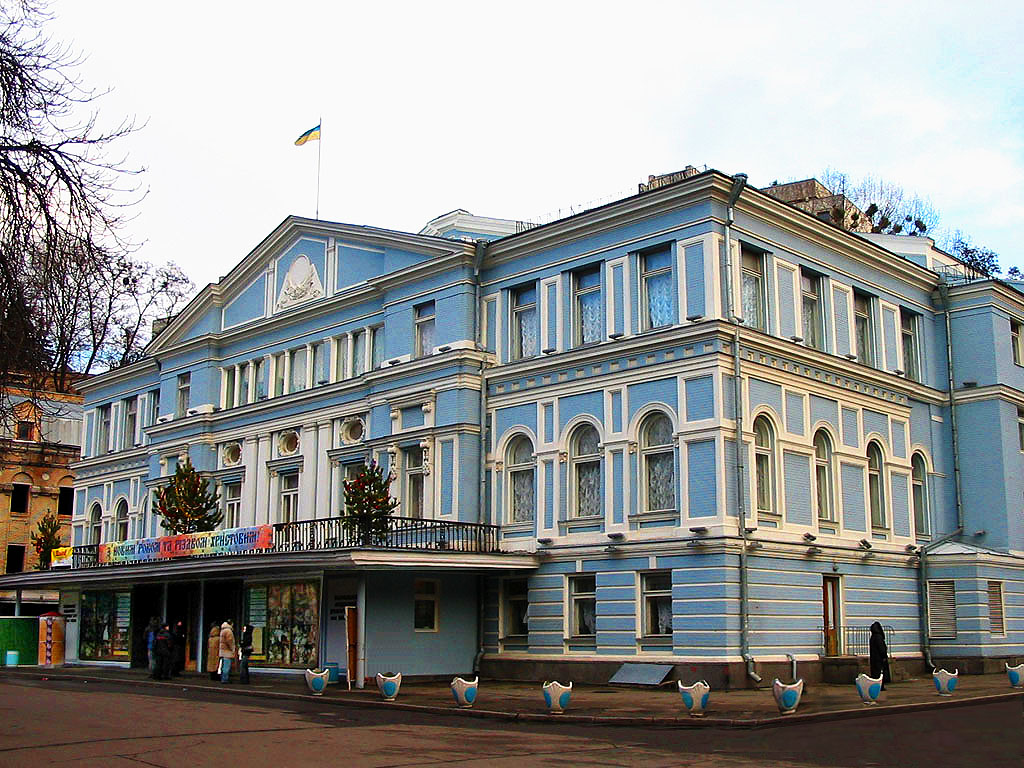
Théâtre dramatique académique national Ivan Franko. L'année de construction est 1898. Style architectural — historicisme (éclectique).
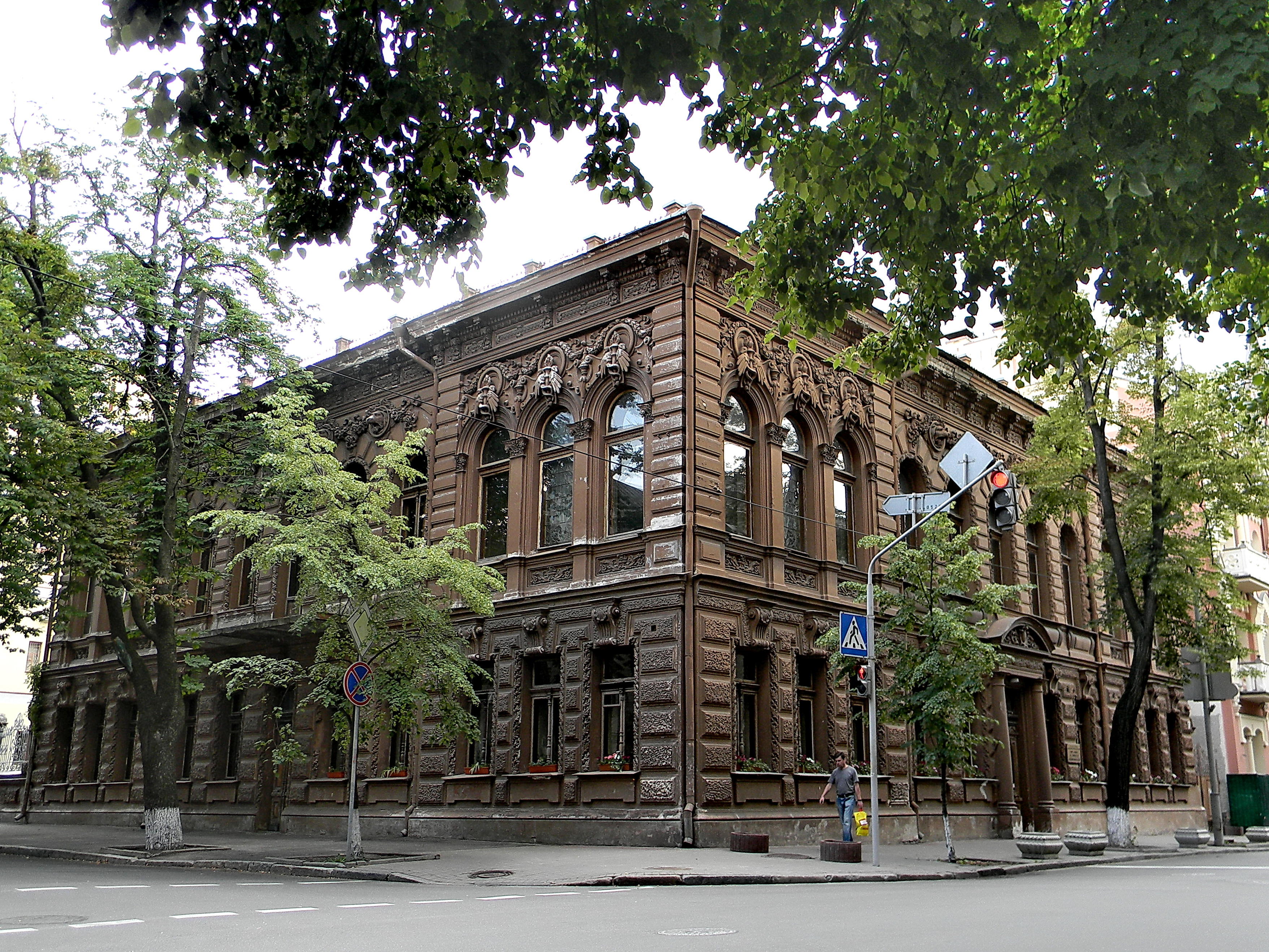
La Maison du chocolat (le nom officiel est le manoir de S. Mogilevtsev). Des personnalités célèbres de la vie scientifique, sociale, politique et gouvernementale ont vécu dans le manoir à différentes époques. Construit en 1899-1901.
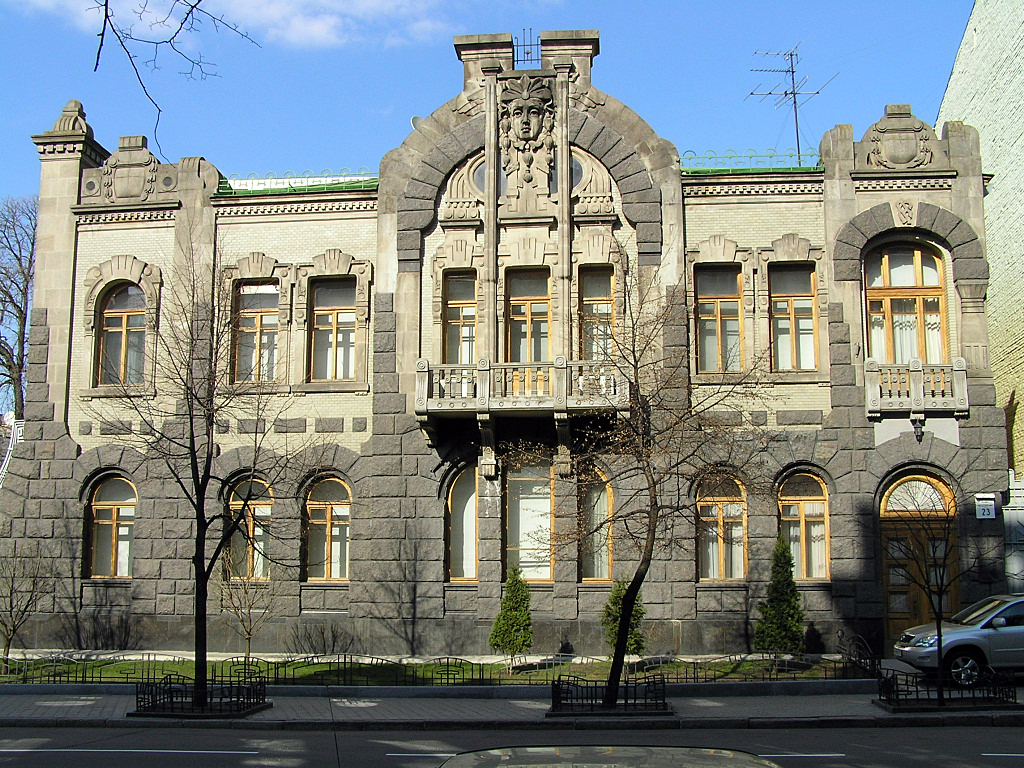
Maison de la «Veuve qui pleure», construite en 1908.
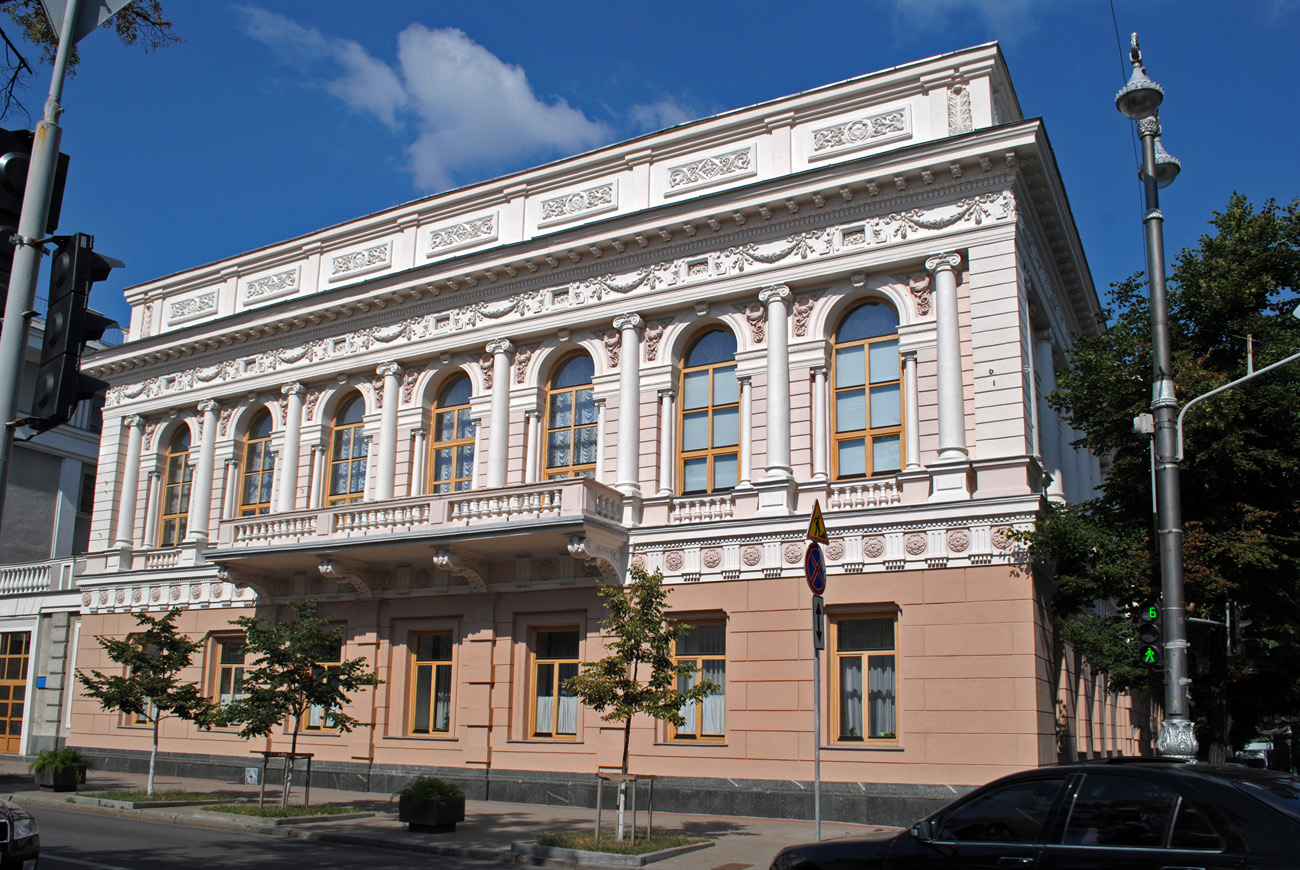
Manoir Halperin de style néo-Renaissance. C'est l'un des meilleurs exemples du développement de Lypky dans la seconde moitié du XIXe siècle.
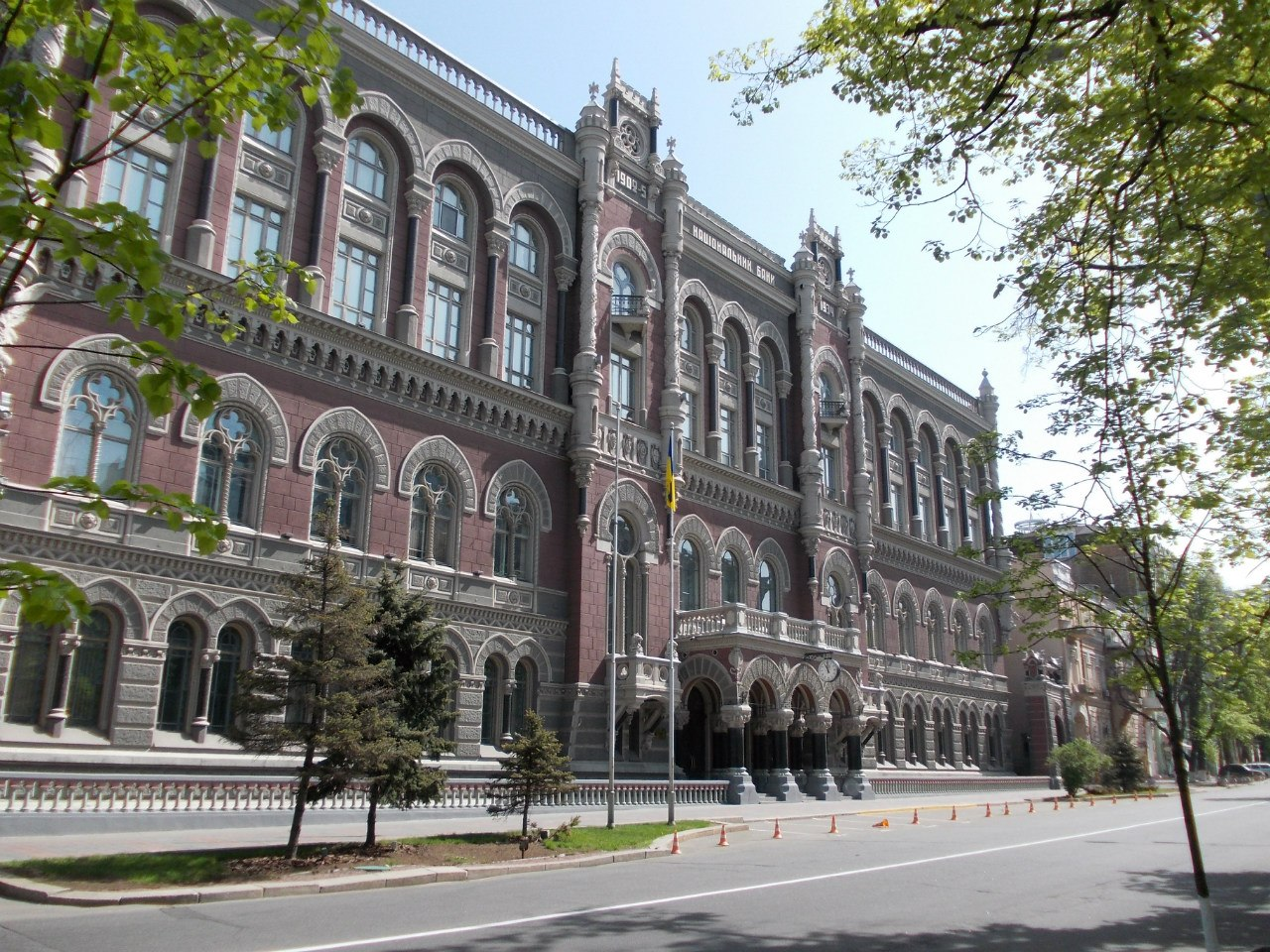
Le bâtiment de la Banque nationale d'Ukraine (1902-1905).